# Giulianova Calcio
Giulianova Calcio ist ein italienischer Fußballverein aus Giulianova, einer Stadt aus der Region Abruzzen. Die Vereinsfarben sind Gelb und Rot. Als Stadion dient dem Verein das Stadio Rubens Fadini in Giulianova, es bietet Platz für 4.650 Zuschauer.

## Geschichte
Der Verein wurde im Jahr 1924 als Società Sportiva Giuliese gegründet und nahm in der Saison 1925/26 erstmals an einem regulären Ligabetrieb teil. Die Mannschaft stieg in die dritte Division des Campionato regionale, einer regionalen Amateurliga, ein und konnte sich acht Jahre später für die nächsthöhere Division qualifizieren. In den 1940er-Jahren schaffte die Mannschaft den Sprung in die drittklassige Serie C. Im Jahr 1948 folgte der Abstieg in die Prima Divisione Abruzzese, womit Giulianova vorerst wieder in den regionalen Amateurligen antrat. Nach dem Gewinn der Promozione im Jahr 1954 schaffte der Verein den Aufstieg in die vierthöchste Spielklasse. Fünf Jahre später musste erneut der Gang in die regionale Amateurliga angetreten werden und im Jahr 1961 gelang die Qualifikation für die Serie D.
Die Mannschaft errang in der Spielzeit 1970/71 mit dem Gewinn des Girone D den Aufstieg in die drittklassige Serie C. Dies bedeutete die erste Teilnahme am Spielbetrieb der Liga seit 1948. Der Verein konnte sich sieben Jahre in der Liga halten und fiel daraufhin in die Serie C2. Zwei Jahre später gelang der Wiederaufstieg und nach weiteren zwei Spielzeiten stand der erneute Abstieg in die vierthöchste Liga fest. Der Verein verbrachte somit 10 Jahre in der Serie C2, im Jahr 1992 konnte die Klasse jedoch nicht mehr gehalten werden und Giulianova fiel in die Serie D zurück. Innerhalb von vier Jahren schaffte die Mannschaft den Sprung in die Serie C1 und blieb mit wechselhaften Erfolg in der Drittklassigkeit. 1997 und 1999 wurde der erstmalige Aufstieg in die Serie B erst in den Play-offs verfehlt, 2003 und 2005 gelang der Mannschaft erst in den Entscheidungsspielen den Klassenerhalt.
Nach der Saison 2006/07, in der die Giallorossi abgeschlagen den letzten Rang in der dritthöchsten Liga belegten, folgte nach der Spielzeit 2008/09 nach dem Gewinn der Play-offs der Wiederaufstieg in die inzwischen in Lega Pro Prima Divisione umbenannten Liga. In zwei Partien konnte die AC Prato besiegt und die Qualifikation für die nächsthöhere Spielklasse errungen werden. Nach der Saison 2009/10 stieg man allerdings wieder direkt in die vierte Liga ab.

## Spieler
- Renato Curi (1969–1970) Jugend, (1970–1973) Spieler
- Marco Giampaolo (1986–1990)
- Cristiano Del Grosso (19??–2000) Jugend, (2000–2005) Spieler

## Trainer
- Giovan Battista Fabbri (1972–1973)
- Giuseppe Galderisi (2002–2003)